# USS Saginaw Bay (CVE-82)
USS Saginaw Bay (CVE-82) là một tàu sân bay hộ tống lớp Casablanca được Hải quân Hoa Kỳ chế tạo trong Chiến tranh Thế giới thứ hai. Tên nó được đặt theo Saginaw, một vịnh lớn trên hồ Huron thuộc Michigan. Nó đã hoạt động cho đến hết Thế Chiến II, xuất biên chế năm 1946 và bị bán để tháo dỡ năm 1960. Saginaw Bay được tặng thưởng năm Ngôi sao Chiến trận do thành tích phục vụ trong Thế Chiến II.

## Thiết kế và chế tạo
Saginaw Bay được đặt lườn vào ngày 1 tháng 11 năm 1943 tại Xưởng tàu Vancouver của hãng Kaiser Company, Inc. ở Vancouver, Washington. Nó được hạ thủy vào ngày 19 tháng 1 năm 1944; được đỡ đầu bởi bà Howard L. Vickery; và được Hải quân sở hữu và nhập biên chế tại Astoria, Oregon vào ngày 2 tháng 3 năm 1944 dưới quyền chỉ huy của Hạm trưởng, Đại tá Hải quân Frank C. Sutton.

## Lịch sử hoạt động
Sau khi hoàn tất chạy thử máy tại vùng biển ngoài khơi San Diego, Saginaw Bay đón lên tàu máy bay và phi công để vận chuyển sang quần đảo Hawaii và khởi hành vào ngày 15 tháng 4 năm 1944. Đi đến Trân Châu Cảng vào ngày 21 tháng 4, nó hoán đổi hàng hóa là những máy bay bị hư hại rồi lên đường quay trở về Alameda, California. Sau đó nó tiến hành huấn luyện chuẩn nhân phi công tàu sân bay ngoài khơi San Diego trong tháng 5 và đầu tháng 6, rồi lại thực hiện một chuyến vận chuyển máy bay thứ hai sang Trân Châu Cảng vào ngày 5 tháng 7.
Khởi hành từ Trân Châu Cảng vào ngày 9 tháng 7, Saginaw Bay vận chuyển máy bay đi đến các đảo san hô Eniwetok và Majuro. Sang tháng 8, nó tham gia lực lượng viễn chinh được tập trung tại khu vực quần đảo Solomon chuẩn bị cho cuộc đổ bộ lên quần đảo Palau. Trong vai trò soái hạm của đội đặc nhiệm tàu sân bay hộ tống, nó hỗ trợ trên không cho cuộc đổ bộ lên Peleliu và Anguar. Sau đó con tàu đi đến cảng Seeadler thuộc Manus, nơi nó đảm nhiệm vai trò soái hạm của một lực lượng đặc nhiệm vốn khởi hành vào ngày 14 tháng 10 cho nhiệm vụ đổ bộ lên Leyte để giải phóng quần đảo Philippine.
Saginaw Bay gia nhập Đơn vị Đặc nhiệm 77.4.1 ("Taffy 1") dưới quyền Chuẩn đô đốc Thomas L. Sprague, và được phân công canh phòng lối ra vào phía Tây Nam của vịnh Leyte. Khi nhận được tin tức về việc Hạm đội Liên hợp Nhật Bản đang tập hợp lực lượng để phản công vào ngày 24 tháng 10, chiếc tàu sân bay được lệnh chuyển giao máy bay của nó cho các tàu sân bay khác và đi đến Morotai để nhận máy bay thay thế. Vì vậy, nó đã lỡ mất cuộc Hải chiến vịnh Leyte nổi tiếng, và chỉ tham gia trở lại đơn vị đặc nhiệm của nó vào ngày 28 tháng 10, khi chúng rút lui về Manus. Nó đang thả neo trong cảng Seeadler vào ngày 10 tháng 11, khi chiếc tàu chở đạn Mount Hood (AE-11) bị nổ tung do một vụ nổ bên trong. Saginaw Bay bị hư hại nhẹ bên ngoài do sức ép của vụ nổ, và đã giúp cứu chữa những người bị thương do mảnh vỡ trên nhiều tàu khác nhau đang neo đậu trong căn cứ.
Saginaw Bay sau đó tham gia các đợt huấn luyện và tổng dượt nhằm chuẩn bị cho cuộc đổ bộ tiếp theo lên vịnh Lingayen, rồi trực tiếp hỗ trợ cho cuộc đổ bộ và các hoạt động trên bờ từ ngày 2 đến ngày 21 tháng 1 năm 1945. Sau đó nó đi đến Ulithi để tổng dượt chuẩn bị cho cuộc đổ bộ lên Iwo Jima. Con tàu lại làm nhiệm vụ tương tự, hộ tống cho lực lượng tấn công trên đường đi, hỗ trợ cho cuộc đổ bộ diễn ra vào ngày 19 tháng 2, và tiếp tục hỗ trợ cho binh lính trên bờ trong cuộc chiến gian khổ nhằm chiếm quyền kiểm soát hòn đảo này cho đến ngày 11 tháng 3. Chiếc tàu sân bay cũng tham gia trong Trận Okinawa, khi nó bắt đầu bắn phá chuẩn bị xuống Okinawa từ ngày 25 tháng 3, và tiếp tục hỗ trợ cuộc đổ bộ vào ngày 1 tháng 4; nó tung ra các phi vụ hỗ trợ gần mặt đất cho lực lượng trên bờ, cho đến khi được lệnh quay trở về Hoa Kỳ vào ngày 29 tháng 4.
Saginaw Bay về đến San Diego vào ngày 22 tháng 5, được sửa chữa, rồi đi đến Guam vào tháng 8 để chuyên chở máy bay, trước quay trở về San Diego vào ngày 20 tháng 8. Nó tham gia các hoạt động huấn luyện tại khu vực Hawaii cho đến cuối tháng, khi được huy động tham gia Chiến dịch Magic Carpet để hồi hương quân nhân đang phục vụ tại nước ngoài. Con tàu rời Trân Châu Cảng vào ngày 14 tháng 9, ghé qua Guiuan Roadstead, Samar, và vịnh San Pedro, Leyte thuộc Philippines để đón các cựu chiến binh, và đưa họ trở về San Francisco. Nó còn thực hiện một chuyến "Magic Carpet" thứ hai đi đến vịnh Buckner, Okinawa và quay trở về, trước khi lên đường đi sang vùng bờ Đông vào ngày 1 tháng 2 năm 1946.
Saginaw Bay đi vào Xưởng hải quân Boston vào ngày 23 tháng 2 để đại tu chuẩn bị ngừng hoạt động. Con tàu được cho xuất biên chế vào ngày 19 tháng 6 năm 1946, và được đưa về Hạm đội Dự bị Đại Tây Dương, neo đậu tại Boston, Massachusetts. Đang khi trong thành phần dự bị, nó được xếp lại lớp thành CVHE-82 vào ngày 12 tháng 6 năm 1955. Tên nó được cho rút khỏi danh sách Đăng bạ Hải quân vào ngày 1 tháng 3 năm 1959, và con tàu bị bán cho hãng Louis Simons để tháo dỡ vào ngày 27 tháng 11 năm 1959.

## Phần thưởng
Saginaw Bay được tặng thưởng năm Ngôi sao Chiến trận do thành tích phục vụ trong Thế Chiến II.